# Josef Petráň
Josef Petráň (23. srpna 1930, Ouběnice – 3. prosince 2017, Praha) byl český vysokoškolský učitel a historik, zaměřující se na 16.–18. století.

## Život
Po absolvování Reálného gymnázia v Benešově (1941–1949) vystudoval Filozofickou fakultu UK (čeština – dějepis). V roce 1965 se zde habilitoval a byl jmenován docentem, profesorem se však mohl stát až v roce 1990. Působil na katedře československých dějin (pozdější Ústav českých dějin) a vedle toho též v Ústavu dějin a Archivu Univerzity Karlovy, jejž v letech 1994–2005 vedl. V letech 1990–1994 byl prorektorem na Univerzitě Karlově a byl členem několika redakčních rad.
Zaměřoval se především na české dějiny pozdního středověku a raného novověku a na dějiny Univerzity Karlovy. Významný byl jeho přínos regionálním dějinám, praktikovaný na případu rodného Podblanicka a chápaný coby nosná platforma pro národní dějiny viděné „zdola“. S tím byl těsně spjat jeho zájem o dějiny zemědělství, českého lidu a hmotné kultury. Oceňována je i jeho role pedagoga, jehož semináři prošla řada dnes významných představitelů české historické obce. Vedle odborných publikací se podílel na sepsání několika učebnic.
Dne 28. října 2008 jej prezident České republiky Václav Klaus vyznamenal Medailí Za zásluhy.

## Ocenění
- Blanický rytíř (2002)
- Plaketa Středočeského kraje (2008)
- Medaile Za zásluhy II. stupně (2008)
- Medaile Josefa Hlávky (2010)
- Cena UK za prezentaci (2011)